# منطقه گاش-بارکا
منطقه گاش-بارکا یکی از منطقه‌های شش‌گانه اریتره است.

## خصوصیات
منطقه گاش-بارکا ۳۳٬۲۰۰ کیلومترمربع مساحت و ۱٬۱۰۳٬۷۴۲ نفر جمعیت دارد.